# Rubén Ruzafa
Rubén Ruzafa Cueto (* 9. September 1984 in Málaga) ist ein spanischer Mountainbike-Profi und Triathlet. Im Cross-Triathlon ist er siebenfacher Weltmeister (2008, 2013, 2014, 2015, 2016, 2018) und zweifacher Europameister (Xterra 2015, ETU 2016).

## Werdegang
Bei den Mountainbike-Weltmeisterschaften 2005 holte sich Ruzafa in der Staffelwertung den Weltmeistertitel.
Der aus Málaga stammende Rubén Ruzafa startete zunehmend auch im Cross-Triathlon (Offroad-Triathlon mit Mountainbike statt Rennrad).

### Weltmeister Xterra Cross-Triathlon 2008, 2013 und 2014
Im Oktober 2008 holte er sich auf der Pazifik-Insel Maui den Weltmeistertitel vor dem Österreicher Michael Weiss.

Im Juli 2013 wurde er in den Niederlanden ITU-Vize-Weltmeister Cross-Triathlon und im Oktober konnte er seinen Erfolg aus 2008 wiederholen und holte sich erneut den Titel des Xterra-Weltmeisters Cross-Triathlon.

### ITU-Weltmeister Cross-Triathlon 2014, 2015, 2016 und 2018
Im August 2014 wurde er in Deutschland ITU-Weltmeister Cross-Triathlon. Im Oktober konnte er auch die Xterra-Weltmeisterschaft auf Hawaii zum bereits dritten Mal gewinnen.
Im September 2015 wurde er in England Xterra-Europameister. Nur wenige Wochen später holte er sich auf Sardinien im Cross-Triathlon nach seinem Erfolg im Vorjahr erneut den Titel bei der ITU-Weltmeisterschaft. Im November wurde er Dritter bei der Xterra-Weltmeisterschaft.
Auf Hawaii wurde er im Oktober 2016 Xterra-Vize-Weltmeister Cross-Triathlon.
Im Juli 2018 wurde der damals 33-Jährige zum vierten Mal ITU-Weltmeister Cross-Triathlon.
2019, 2021 und erneut 2022 wurde Ruzafa Dritter bei der Xterra-Weltmeisterschaft.

## Sportliche Erfolge
| Datum/Jahr    | Rang | Wettbewerb                                 | Austragungsort    | Zeit       | Bemerkung                                                                                |
| ------------- | ---- | ------------------------------------------ | ----------------- | ---------- | ---------------------------------------------------------------------------------------- |
| 1. Okt. 2022  | 3    | Xterra World Championships                 | Andalo            | 02:41:27   | Xterra-Weltmeisterschaft                                                                 |
| 5. Dez. 2021  | 3    | Xterra World Championships                 | Maui              |            | Xterra-Weltmeisterschaft                                                                 |
| 27. Okt. 2019 | 3    | Xterra World Championships                 | Maui              |            |                                                                                          |
| 10. Juli 2018 | 1    | ITU Cross Triathlon World Championships    | Fyn               | 02:06:04   | zum vierten Mal ITU-Weltmeister Cross-Triathlon                                          |
| 23. Aug. 2017 | 2    | ITU Cross Triathlon World Championships    | Penticton         | 02:09:36   | Vize-Weltmeister Cross-Triathlon                                                         |
| 2. Juli 2017  | 1    | Xterra France                              | Xonrupt           | 03:27:52   | vierter Sieg in Folge                                                                    |
| 19. Nov. 2016 | 1    | ITU Cross Triathlon World Championships    | Snowy Mountains   | 02:34:25   | zum dritten Mal in Folge ITU-Weltmeister Cross-Triathlon                                 |
| 23. Okt. 2016 | 2    | Xterra World Championships                 | Maui              | 02:51:03   | Xterra-Vize-Weltmeister                                                                  |
| 3. Juli 2016  | 1    | Xterra France                              | Xonrupt           | 03:07:00   |                                                                                          |
| 25. Juni 2016 | 1    | ETU Cross Triathlon European Championships | Vallée de Joux    | 02:47:58   | Europameister Cross-Triathlon                                                            |
| 17. Apr. 2016 | 1    | Xterra Reunion                             | Réunion           |            |                                                                                          |
| 1. Nov. 2015  | 3    | Xterra World Championships                 | Maui              | 02:40:40   | Weltmeisterschaft Cross-Triathlon                                                        |
| 26. Sep. 2015 | 1    | ITU Cross Triathlon World Championships    | Orosei            | 02:13:11   | ITU-Weltmeister Cross-Triathlon                                                          |
| 1. Sep. 2015  | 1    | Xterra European Championships              | Cranleigh         | 02:29:05   | Xterra-Europameister – bei der Xterra England                                            |
| 5. Juli 2015  | 1    | Xterra France                              | Xonrupt           |            |                                                                                          |
| 26. Okt. 2014 | 1    | Xterra World Championships                 | Maui              | 02:29:57   | Weltmeister im Cross-Triathlon                                                           |
| 16. Aug. 2014 | 1    | ITU Cross Triathlon World Championships    | Olbersdorf        | 02:34:33   | ITU-Weltmeister Cross-Triathlon                                                          |
| 9. Aug. 2014  | 1    | Xterra Czech Championships                 | Okres Prachatice  | 02:40:44,4 |                                                                                          |
| 26. Juli 2014 | 1    | Xterra Italy Championships                 | Lago di Scanno    | 02:45:23   | [ 3 ]                                                                                    |
| 28. Juni 2014 | 1    | Xterra Switzerland                         | Les Charbonnières | 02:05:32   |                                                                                          |
| 1. Juni 2014  | 1    | Xterra Portugal Championships              | Golega            | 02:35:47   |                                                                                          |
| 6. Juli 2014  | 1    | Xterra France                              | Xonrupt           | 03:14:41   | 1,5 km Schwimmen, 34 km Mountainbike und 10 km Crosslauf                                 |
| 27. Okt. 2013 | 1    | Xterra World Championships                 | Maui              | 02:34:34   | Weltmeister im Cross-Triathlon                                                           |
| 13. Juli 2013 | 2    | ITU Cross Triathlon World Championships    | Den Haag          | 02:01:52   | Vize-Weltmeister Cross-Triathlon                                                         |
| 31. Mai 2009  | 2    | ETU European Cross Triathlon Championships | Sardinien         | 02:24:23   | Vize-Europameister bei der Xterra Italy in Valle del Cedrino                             |
| 26. Okt. 2008 | 1    | Xterra World Championships                 | Maui              | 02:37:36   | Weltmeister im Cross-Triathlon (1,5 km Schwimmen, 30 km Mountainbike und 11 km Trailrun) |

| Datum/Jahr   | Rang | Wettbewerb                           | Austragungsort | Zeit     | Bemerkung |
| ------------ | ---- | ------------------------------------ | -------------- | -------- | --------- |
| 7. Sep. 2013 | 15   | ESP Triathlon National Championships | Los Narejos    | 01:54:53 |           |

| Datum/Jahr    | Rang | Wettbewerb                            | Austragungsort | Zeit     | Bemerkung                                                                            |
| ------------- | ---- | ------------------------------------- | -------------- | -------- | ------------------------------------------------------------------------------------ |
| 7. Aug. 2011  | 10   | Mountainbike-Europameisterschaft 2011 | Dohnany        | 01:49:03 |                                                                                      |
| 20. März 2011 | 3    | Spanisch-Open 2011                    | Madrid         |          | [ 9 ]                                                                                |
| 19. Sep. 2009 | 2    | UCI World Cup                         | Schladming     | 01:41:12 | in der Klasse CDM                                                                    |
| 23. Aug. 2009 | 1    | Coupe de France                       | Val-d’Isère    | 02:07:33 |                                                                                      |
| 19. Juli 2009 | 2    | Spanish MTB National Championships    | Spanien        | 01:33:52 | in der Klasse CN                                                                     |
| 22. Aug. 2006 | 7    | Mountainbike-Weltmeisterschaften 2006 | Rotorua        | 01:30:20 | in der Staffel mit Carlos Coloma, David Lozano und Margarita Fullana                 |
| 2005          | 1    | Mountainbike-Weltmeisterschaften 2005 | Livigno        | 01:26:02 | Weltmeister in der Staffel mit Oliver Avilés, Rocio Gaminal und José Antonio Hermida |
| Aug. 2004     | 9    | Mountainbike-Europameisterschaft 2004 | Wałbrzych      | 01:53:17 | in der Klasse U23 (30 km)                                                            |

(DNF – Did Not Finish)